# Neoregelia carolinae
Espèce
Classification phylogénétique
Neoregelia carolinae est une espèce de plantes de la famille des Bromeliaceae, endémique de la région de Bahia au Brésil.

## Distribution
Sa taille est généralement de 30 cm.

## Cultivars
Il en existe de très nombreux cultivars.
| - Neoregelia 'Adda' - Neoregelia 'All Red' - Neoregelia 'Annick' - Neoregelia 'Apples and Cheese' - Neoregelia 'Aztec Gold' - Neoregelia 'Balsa' - Neoregelia 'Banta' - Neoregelia 'Beauty' - Neoregelia 'Beauty' - Neoregelia 'Beefsteak' - Neoregelia 'Bella' - Neoregelia 'Best Of Rose' - Neoregelia 'Betwixt' - Neoregelia 'Black Jack' - Neoregelia 'Blaze' - Neoregelia 'Blood Stock' - Neoregelia 'Bold Blush' - Neoregelia 'Brazil' - Neoregelia 'Brilliant Orange' - Neoregelia 'Bronze Agate' - Neoregelia 'Bronzette' - Neoregelia 'Burnished Copper' - Neoregelia carcharodon × carolinae - Neoregelia 'Cardinalis' - Neoregelia 'Carioca' - Neoregelia carolinae × carcharodon albomarginata - Neoregelia 'Cerise Queen' - Neoregelia 'Charming' - Neoregelia 'Cherry Heart' - Neoregelia 'Cherry Red' - Neoregelia 'Cherry Ripe' - Neoregelia 'Cherry Smash' - Neoregelia 'Christopher' - Neoregelia 'Citation' - Neoregelia 'Clown' - Neoregelia 'Concarol' - Neoregelia 'Copper Penny' - Neoregelia 'Crimson Red' - Neoregelia 'Cup Of Flame' - Neoregelia 'Dark Delight' - Neoregelia 'Dark Red' - Neoregelia 'Darla Bates' - Neoregelia 'David Barry' - Neoregelia 'Deep Glow' - Neoregelia 'Del Rio' - Neoregelia 'Diana' - Neoregelia 'Dr. Carl' - Neoregelia 'Dr. Who' - Neoregelia 'Dragonfly' - Neoregelia 'Dreamworthy' - Neoregelia 'Dusky Rose' - Neoregelia 'Dwarf Red' - Neoregelia 'Eclipse' - Neoregelia 'Everglades' - Neoregelia 'Exotica Sassy Red' - Neoregelia 'Extra Special' - Neoregelia 'Fair Maid' - Neoregelia 'Fancy That' - Neoregelia 'Fern Show' - Neoregelia 'Feuerland' - Neoregelia 'Flaming Copper' - Neoregelia 'Flandria' - Neoregelia 'Flash Lady' - Neoregelia 'Flirt' - Neoregelia 'Frolic' - Neoregelia 'Gay Quilting' - Neoregelia 'George' - Neoregelia 'Grace Goode' - Neoregelia 'Grey Nurse' - Neoregelia 'Gummy' - Neoregelia 'Gus' - Neoregelia 'Happy Thoughts' - Neoregelia 'Hot Pink' - Neoregelia 'Hot Red' - Neoregelia 'Imperfecta' - Neoregelia 'Inferno' - Neoregelia 'Inspiration' - Neoregelia 'J. K. Special' - Neoregelia 'Jaws' - Neoregelia 'Jaws Too' - Neoregelia 'Jazzer' - Neoregelia 'Just Perky' - Neoregelia 'Karamea Indian Chief' - Neoregelia 'Karamea Raspberry Crush' - Neoregelia 'Karman' - Neoregelia 'Kermesiana' - Neoregelia 'King Kameahameha' | - Neoregelia 'Kiwi Natalie' - Neoregelia 'Kristi Lee' - Neoregelia 'La Vie En Rose' - Neoregelia 'Laelia' - Neoregelia 'Lava' - Neoregelia 'Lavender Girl' - Neoregelia 'Lena Regina' - Neoregelia 'Lightning' - Neoregelia 'Lil' Cherry' - Neoregelia 'Lilac Splendor' - Neoregelia 'Lilacina' - Neoregelia 'Linus' - Neoregelia 'Lipstick' - Neoregelia 'Lipstick, Powder, Paint' - Neoregelia 'Lisa Madona' - Neoregelia 'Lithia Maroon' - Neoregelia 'Little Debbie' - Neoregelia 'Little Fleck' - Neoregelia 'Little Rosita' - Neoregelia 'Lois Bullis' - Neoregelia 'Lorelle' - Neoregelia 'Lotus Land' - Neoregelia 'Lovely K' - Neoregelia 'Luscious Pink' - Neoregelia 'Magic Light' - Neoregelia 'Magna' - Neoregelia 'Make Believe' - Neoregelia 'Mandarin' - Neoregelia 'Marechalii' - Neoregelia 'Margaret' - Neoregelia 'Marshall's Select' - Neoregelia 'Marzipan' - Neoregelia 'Maya' - Neoregelia 'Merv's Rubella' - Neoregelia 'Mighty Fire' - Neoregelia 'Misty' - Neoregelia 'Mon Petite' - Neoregelia 'Morado' - Neoregelia 'Morrisoniana' - Neoregelia 'Moyna Prince' - Neoregelia 'Mystic' - Neoregelia 'Natalee Marie' - Neoregelia 'Nice Surprise' - Neoregelia 'Nightingale' - Neoregelia 'Nite Life' - Neoregelia 'Nomad' - Neoregelia 'Nonis' - Neoregelia 'Orange' - Neoregelia 'Orange Crush' - Neoregelia 'Orange Delight' - Neoregelia 'Orange Fire' - Neoregelia 'Orange Supreme' - Neoregelia 'Pagunta' - Neoregelia 'Pandora' - Neoregelia 'Paradise Point' - Neoregelia 'Peppermint Stick' - Neoregelia 'Petite' - Neoregelia 'Phantom of New Orleans' - Neoregelia 'Pin Stripe' - Neoregelia 'Pink' - Neoregelia 'Pink Base' - Neoregelia 'Pink Felt' - Neoregelia 'Pink Fire' - Neoregelia 'Possessed' - Neoregelia 'Puerto Rico' - Neoregelia 'Purple Magic' - Neoregelia 'Q Gardens' - Neoregelia 'Really Red' - Neoregelia 'Red Appeal' - Neoregelia 'Red Beauty' - Neoregelia 'Red Bird' - Neoregelia 'Red Devil' - Neoregelia 'Red Feather' - Neoregelia 'Red Flush' - Neoregelia 'Red Grande' - Neoregelia 'Red Heart' - Neoregelia 'Red Kelly' | - Neoregelia 'Red On Red' - Neoregelia 'Red Rocket' - Neoregelia 'Red Sheen' - Neoregelia 'Red Star' - Neoregelia 'Red Swirl' - Neoregelia 'Red Wine' - Neoregelia 'Red Zebra' - Neoregelia 'Resplendent' - Neoregelia 'Roman Candle' - Neoregelia 'Rose Pearl' - Neoregelia 'Rosy Dawn' - Neoregelia 'Rubeo' - Neoregelia 'Rubiyat' - Neoregelia 'Sabotage' - Neoregelia 'Salsa' - Neoregelia 'Salute' - Neoregelia 'Santiago' - Neoregelia 'Sara Lee' - Neoregelia 'Scarlet O'Hara' - Neoregelia 'Scarlet Pink' - Neoregelia 'Scarlet Red' - Neoregelia 'Seminole Warpaint' - Neoregelia 'Shanghai' - Neoregelia 'Sheer Delight' - Neoregelia 'Shrimp' - Neoregelia 'Smart Image' - Neoregelia 'Spanish Wells' - Neoregelia 'Spiralis' - Neoregelia 'Starlight' - Neoregelia 'Sundowner' - Neoregelia 'Sundowner Delight' - Neoregelia 'Sundowner Queen' - Neoregelia 'Sundowner Rose' - Neoregelia 'Sunrise' - Neoregelia 'Sunset' - Neoregelia 'Swirling Fire' - Neoregelia 'Tammy' - Neoregelia 'Tango' - Neoregelia 'That's Red' - Neoregelia 'Tingua' - Neoregelia 'Tropicana' - Neoregelia 'Tweedie' - Neoregelia 'Twinkie' - Neoregelia 'Upshot' - Neoregelia 'Very Red' - Neoregelia 'Victoria' - Neoregelia 'Vivid Red' - Neoregelia 'Volkaert's Pride' - Neoregelia 'Wine Charm' - Neoregelia 'Wine Gay' - Neoregelia 'Wine Glow' - Neoregelia 'Wobbegong' - Neoregelia 'Work' - Neoregelia 'Yamamoto' - Neoregelia 'Yang' - Neoregelia 'Yellow King' - Neoregelia 'Yin' - xNeobergia 'Noddy' - xNeomea 'Buchanan's Nebula' - xNeomea 'Marnieri' - xNeomea 'Mars Rising' - xNeotanthus 'Warren Loose' - xNiduregelia 'Ch. Chevalier' - xNiduregelia 'Garnet' - xNiduregelia 'Joker' - xNiduregelia 'Midnight' - xNiduregelia 'Plantation Queen' |